# 69. pehotna brigada (ZDA)
69. pehotna brigada (izvirno angleško 69th Infantry Brigade) je bila pehotna brigada Kopenske vojske Združenih držav Amerike.

## Zgodovina
Brigada je bila ustanovljena 1. aprila 1963 kot del Nacionalne garde Kansasa. 13. maja 1968 je bila aktivirana v aktivno vojaško službo in pozneje napotena v Vietnam; celotna brigada ni bila nikoli napotena, ampak samo posamezne brigadne enote. Prve brigadne enote so tja prispele oktobra istega leta. V Vietnamu je ostala 19 mesecev, pri čemer je izgubila 37 pripadnikov. 13. december 1969 je bila brigada ponovno podrejena pod kansaški (državni) nadzor.

## Organizacija
1963
- Štab in prištabna četa
- 1. bataljon, 137. pehotni polk
- 2. bataljon, 137. pehotni polk

14. februar 1964
- Štab in prištabna četa
- 1. bataljon, 137. pehotni polk
- 2. bataljon, 137. pehotni polk
- 2. bataljon, 130. artilerijski polk
- Trop E, 114. konjeniški polk
- 169. inženirska četa
- 169. podporni bataljon

1965
- Štab in prištabna četa
- 1. bataljon, 137. pehotni polk
- 2. bataljon, 137. pehotni polk
- 1. bataljon, 138. pehotni polk
- 2. bataljon, 130. artilerijski polk
- 169. letalska četa
- 169. inženirska četa
- 169. podporni bataljon

## Poveljstvo
Poveljniki
- brigadni general Charles H. Browne mlajši (1. april 1963 - 30. september 1965)
- brigadni general John W. Breidenthal (1. oktober 1965 - 27. september 1968)
- polkovnik Thomas J. Kennedy (28. september 1968 - 2. december 1969)
- brigadni general John W. Breidenthal (3. december 1969 - 6. december 70)
- polkovnik Thomas J. Kennedy (6. december 1970 - ?)